# Black Oak (Arkansas)
Black Oak es un pueblo ubicado en el condado de Craighead en el estado estadounidense de Arkansas. En el Censo de 2010 tenía una población de 286 habitantes y una densidad poblacional de 246,48 personas por km².

## Geografía
Black Oak se encuentra ubicado en las coordenadas 35°50′12″N 90°22′4″O / 35.83667, -90.36778. Según la Oficina del Censo de los Estados Unidos, Black Oak tiene una superficie total de 1.16 km², de la cual 1.16 km² corresponden a tierra firme y (0%) 0 km² es agua.

## Demografía
Según el censo de 2010, había 286 personas residiendo en Black Oak. La densidad de población era de 246,48 hab./km². De los 286 habitantes, Black Oak estaba compuesto por el 97.55% blancos, el 0.35% eran afroamericanos, el 0.7% eran amerindios, el 0.7% eran asiáticos y el 0.7% eran de otras razas. Del total de la población el 0.7% eran hispanos o latinos de cualquier raza.